# Auriculibuller fuscus
Auriculibuller fuscus är en svampart som beskrevs av J.P. Samp., J. Inácio, Fonseca & Fell 2004. Auriculibuller fuscus ingår i släktet Auriculibuller och familjen Tremellaceae.   Inga underarter finns listade i Catalogue of Life.